# Tetsuji Hashiratani
Tetsuji Hashiratani (jap. 柱谷 哲二, Hashiratani Tetsuji; * 15. Juli 1964 in Kyoto) ist ein ehemaliger japanischer Fußballspieler.

## Nationalmannschaft
1988 debütierte Hashiratani für die japanische Fußballnationalmannschaft. Hashiratani bestritt 72 Länderspiele und erzielte dabei sechs Tore. Mit der japanischen Nationalmannschaft qualifizierte er sich für die Asienmeisterschaft 1992.

## Errungene Titel

### Mit der Nationalmannschaft
- Asienmeisterschaft: 1992

### Mit seinen Vereinen
- J. League: 1988/89, 1989/90, 1993, 1994
- Kaiserpokal: 1988, 1989, 1991, 1996
- J. League Cup: 1992, 1993, 1994

## Persönliche Auszeichnungen
- J. League Best Eleven: 1993, 1994, 1995